# مادوكس
مادوكس (بالإنجليزية: Maddox)‏ هو كاتب ساخر ‏ وكاتب ومدير موقع أمريكي، ولد في 27 مارس 1978 في مدينة سولت ليك في الولايات المتحدة.

## وصلات خارجية
- الموقع الرسمي
- مادوكس على موقع IMDb (الإنجليزية)
- مادوكس على موقع قاعدة بيانات الفيلم (الإنجليزية)